# Dirty Rotten Imbeciles
I Dirty Rotten Imbeciles (spesso riconosciuti con l'acronimo di D.R.I.), sono un gruppo punk metal formato nel 1982 a Houston, Texas.
Il gruppo è annoverato tra i principali esponenti del genere, assieme a Suicidal Tendencies, Stormtroopers of Death e Corrosion of Conformity.

## Storia
Si formano il 2 giugno 1982 a Houston, in Texas, dalle ceneri del gruppo hardcore Suburbanites. La formazione originale comprende Kurt Brecht alla voce, il fratello Eric Brecht alla batteria, Spike Cassidy alla chitarra e Dennis Johnson al basso, ovvero i Suburbanites con Cassidy alla chitarra al posto del suo compagno di stanza del liceo. Il gruppo inizia a provare a casa dei genitori dei fratelli Brecht, provocando le ire del padre che un giorno li insulta con l'appellativo «bunch of dirty rotten imbeciles» ("branco di imbecilli sporchi marci"). Il gruppo decide così di usare il nome U.S.D.R.I., poi abbreviato in D.R.I. e accompagnato dal caratteristico logo disegnato dal batterista Eric.
Dopo soli due mesi, nel luglio 1982, il gruppo si esibisce nel locale OMNI di Houston. Il 6 e 7 novembre dello stesso anno registrano il loro primo EP da 7" Dirty Rotten EP composto di ventidue tracce compresse in diciotto minuti, stampato in sole mille copie. La crescente domanda del pubblico spinge per una versione in 12" pubblicato nel 1983, intitolato poi Dirty Rotten LP.
Lo stesso anno il gruppo si trasferisce a San Francisco, vivendo nel loro furgone e mangiando alle mense dei poveri tra un concerto e l'altro. Johnson decide di lasciare il gruppo e tornare a casa in Texas, sostituito prima da Sebastion Amok, e, dopo un tour con i Dead Kennedys, da Josh Pappé.
Nel 1984 pubblicano un altro EP da 7", Violent Pacification, composto da quattro tracce. Dopo un tour estivo lo stesso anno, il batterista Eric Brecht si sposa, lascia il gruppo e viene sostituito con Felix Griffin. Nello stesso periodo, una delle loro canzoni, Snap appare in una compilation di beneficenza contro la guerra P.E.A.C.E. insieme a band hardcore punk famose come Crass, Dead Kennedys e MDC.
Nel marzo 1985 il gruppo pubblica il loro secondo LP, Dealing with It!, durante la registrazione del quale, Pappé abbandona temporaneamente il posto, sostituito dal bassista degli Offenders, Mike Offender. Su alcune tracce, tuttavia, le parti di basso verranno registrate dal chitarrista Cassidy. Lo stile dell'album tende verso sonorità metal, pur mantenendo una forte impronta hardcore punk. Il 26 aprile 1986 il gruppo registra il loro concerto all'Olympic Auditorium di Los Angeles, intitolato Live at the Olympic. Nel 2005, il singolo Couch Slouch verrà incluso nella colonna sonora del videogioco Tony Hawk's American Wasteland.
Il loro terzo album, Crossover, pubblicato nel 1987, conferma la tendenza del gruppo verso uno stile decisamente più metal, con canzoni più lunghe e più complesse. Da qui il titolo dell'album, che in inglese significa "incrocio", o "contaminazione" di diversi generi, qui appunto di hardcore punk, thrash metal e heavy metal, richiamando ai concerti un pubblico eterogeneo formato da punk, skinheads e metallari. L'album vede il ritorno del bassista Josh Pappé. Il 27 giugno 1987 il gruppo registra il loro concerto al Ritz di New York, il Live at the Ritz, durante il tour di promozione dell'album.
Nel febbraio 1988 il gruppo torna in studio per registrare il loro quarto album, 4 of a Kind, contenente una traccia, Suit and Tie Guy che verrà accompagnata da un video. Nello stesso periodo, Dirty Rotten LP viene ripubblicato con incluse le tracce dall'EP Violent Pacification. Segue un tour europeo di promozione per l'album, e una volta rientrati negli USA, Pappé lascerà di nuovo il gruppo dopo aver ricevuto l'offerta di ingaggio dai Gang Green. Verrà sostituito da John Menor.
Il settembre 1988 è la volta del quinto album, Thrash Zone, dal quale verranno estratti due singoli accompagnati da relativi video, Beneath the Wheel e Abduction. Poco dopo, Griffin lascia il gruppo e verrà sostituito da Rob Rampy.
Il sesto album, Definition vedrà al luce nella primavera del 1992, pubblicato dalla Rotten Records e accompagnato dal video del singolo Acid Rain, che verrà incluso anche nella popolare serie animata di MTV, Beavis and Butt-head. Il tour di promozione, che li vedrà suonare a fianco dei Testament, verrà immortalato nel loro primo album live ufficiale, Live, registrato il 27 novembre 1994 all'Hollywood Palladium. Subito dopo il tour, Menor lascia il gruppo e verrà sostituito da un vecchio amico nonché "roadie" del gruppo, Chumly Porter.
Nel 1995 il gruppo pubblica il settimo album, Full Speed Ahead, accompagnato dal video per il singolo Syringes in the Sandbox. Nel 1996 i D.R.I. partono per il tour di promozione in nord America.
Tra il 1996 e il 1997 il gruppo prosegue un lungo tour comprendente anche il sud America e l'Europa. Nel 1999 il gruppo è parte, insieme ad altri, del Social Chaos Tour nordamericano. Nell'agosto dello stesso anno, Porter lascia il gruppo e verrà sostituito da Harald Oimoen, altro vecchio amico del gruppo nonché fotografo, tecnico degli strumenti e gestore del merchandising della band. Oimoen è stato il fotografo della nascente scena thrash metal di San Francisco, ed in particolare amico intimo dei Metallica, nonché autore di celebri fotografie per gli album di diversi gruppi dell'ambiente, oltre i Metallica per l'album Ride the Lightning e l'home-video Cliff'em All, anche per gli album Hell Awaits e Decade of Aggression degli Slayer, Bonded by Blood degli Exodus, Burn My Eyes e The More Things Change... dei Machine Head e altri. Il tour proseguirà fino al 2002, anno che celebra il ventesimo anniversario del gruppo nonché l'inizio di una nuova era, che li vede firmare per la Beer City Records con l'accordo di ripubblicare alcuni titoli dal catalogo del gruppo e produrre nuovo materiale tra CD e DVD. Per celebrare il momento, il gruppo intraprende un altro lungo tour che toccherà gli USA, il Giappone, l'Europa e il sud America, fino alla fine del 2003.
Il primo titolo riedito dalla Beer City Records nel 2003 sarà il Dirty Rotten CD, che contiene Dirty Rotten LP, l'EP Violent Pacification insieme con materiale inedito, interviste, registrazioni live dal loro primo concerto in assoluto e materiale video di un loro concerto al CBGB's di New York durante il Violent Pacification Tour nel 1984.
Il secondo titolo riedito dalla Beer City Records nel 2003 è Dealing with It!, un CD contenente l'album originale e materiale inedito, insieme a materiale video e interviste. Dopo un altro lungo tour negli USA e in Europa, il gruppo decide di iniziare a lavorare con la Beer City Recordings al CD e DVD Live at CBGB's 1984, registrato nel 1984 e alla riedizione dell'album Crossover.
Durante il tour europeo il gruppo mette insieme quattro nuove tracce per il seguito di Full Speed Ahead, anche se non ha poi pubblicato nuovi album in studio. Nel marzo 2006, a Cassidy viene diagnosticato un cancro al colon, e da questo momento le attività del gruppo verranno temporaneamente sospese fino all'eventuale recupero del chitarrista. Dopo l'intervento chirurgico e un periodo di chemioterapia, Cassidy sconfiggerà il tumore e sarà pienamente riabilitato a dicembre 2006. Il gruppo ripartirà con le prime performance live nell'autunno 2009.
Il 13 aprile 2010, la Beer City Records ripubblica l'album Crossover nell'edizione Crossover-Millennium Edition, rimasterizzato su LP e CD dal loro co-produttore e ingegnere del suono dei primi tempi, Bill Metoyer. La versione in CD contiene ulteriori undici tracce di cui cinque tratte dal Live at the Ritz.

## Formazione

### Formazione attuale
- Kurt Brecht - voce
- Spike Cassidy - chitarra
- Harald Oimoen - basso
- Rob Rampy - batteria

### Ex componenti
- Eric Brecht - batteria (1982-1984)
- Felix Griffin - batteria (1985-1990)
- Dennis Johnson - basso (1982-1983)
- Sebastion Amok - basso (1983)
- Mikey Offender - basso (1985)
- Josh Pappe - basso (1984-1985; 1987-1988, morto 2020)
- John Menor - basso (1990-1994)
- Chumly Porter - basso (1995-1999)

## Discografia

### Album in studio
- 1983 - Dirty Rotten LP
- 1985 - Dealing with It!
- 1987 - Crossover
- 1988 - 4 of a Kind
- 1989 - Thrash Zone
- 1992 - Definition
- 1995 - Full Speed Ahead

### Album dal vivo
- 1994 - Live
- 2005 - Live at CBGB's 1984

### Raccolte
- 2001 - Greatest Hits
- 2001 - Skating to Some Fucked Up Shit (Anarchy Music)
- 2003 - Dirtiest...Rottenest (Restless)

### EP
- 1983 - Dirty Rotten EP
- 1984 - Violent Pacification